# Уотсон, Эмили
Э́мили Маргарет Уо́тсон (англ. Emily Margaret Watson; род. 14 января 1967, Лондон) — английская актриса театра и кино. Офицер ордена Британской империи (OBE).

## Биография
Родилась 14 января 1967 года в Лондоне. 
Её отец был архитектором, мать — профессором английского языка. Эмили окончила отделение английской литературы Бристольского университета и попыталась поступить в Лондонскую студию драматического искусства, однако первая попытка оказалась неудачной. Три года она работала официанткой и клерком, после чего её всё-таки приняли в студию. В 1992 году её приняли в труппу Королевского Шекспировского театра, где она играла небольшие роли, среди которых наиболее заметной была роль Виоленты в пьесе Шекспира «Всё хорошо, что хорошо кончается». Первый успех к ней пришёл уже после ухода из труппы, в 1994 году, когда она сыграла школьницу Мэри в пьесе Лилиан Хеллман «Детский час».
В 1996 году Эмили дебютировала в кино, где она сыграла роль Бесс в культовой картине Ларса фон Триера «Рассекая волны». За эту роль она получила приз «Феликс» как лучшая актриса 1996 года, награды New York Film Critics Circle Award и London Film Critics Circle Award, а также была номинирована на «Оскар» и «Золотой глобус». Затем она снялась в фильмах «Боксёр» (1996), «Хилари и Джеки» (1998), «Колыбель будет качаться» (1999), «Прах Анджелы» (1999). За роль виолончелистки Жаклин Дю Пре в драме режиссёра Ананда Такера «Хилари и Джеки» она в очередной раз была номинирована на «Оскар» и «Золотой глобус».
В 2002 году сыграла роль Ребы Макклейн в триллере «Красный дракон» (приквеле знаменитого фильма «Молчание ягнят»). За эту роль была номинирована на премию «Сатурн». В том же году Эмили снялась в научно-фантастическом боевике Курта Уиммера «Эквилибриум» с Кристианом Бейлом.
В 2005 году актриса приняла участие в озвучивании анимационного фильма Тима Бёртона «Труп невесты», номинированного на «Оскар». В том же году на экраны вышел триллер «У каждого своя ложь» с Томом Уилкинсоном и Рупертом Эвереттом, а за роль в картине «Жизнь и смерть Питера Селлерса» Уотсон получила номинацию на премию «Золотой глобус».
В 2006 году Эмили Уотсон снялась в фильме «Мисс Поттер» Криса Нунана с Рене Зеллвегер и Юэном Макгрегором. Среди других работ Эмили Уотсон можно выделить семейную драма «Вау-Вау» с Гэбриэлом Бирном и Мирандой Ричардсон, «Предложение» с Гаем Пирсом, Лиамом Нисоном и Джоном Хёртом, и «Мой домашний динозавр».
В 2008 году Уотсон появилась на большом экране в режиссёрском дебюте прославленного сценариста Чарли Кауфмана «Нью-Йорк, Нью-Йорк». Это лента о театральном режиссёре Кейдане Котарде (Филипп Сеймур Хоффман), жизнь которого подчинена творчеству, умственным изысканиям, женщинам и алкоголю.
В 2011 году сыграла Джанет Лич в двухсерийном мини-сериале «Попечитель» о серийном убийце Фреде Уэсте. За эту роль Эмили Уотсон получила британскую телевизионную премию BAFTA TV. В 2014 году Эмили была номинирована на премию «Сатурн» за роль Розы Хаберман в фильме «Воровка книг». В 2019 году снялась в британско-американском мини-сериале «Чернобыль» в роли Ульяны Хомюк, чей образ является собирательным воплощением сразу нескольких советских учёных, принимавших участие в ликвидации последствий аварии.
Эмили Уотсон является ветераном лондонской театральной сцены. Среди её работ — «Три сестры», «Дядя Ваня», «Двенадцатая ночь» (две последние поставлены режиссёром Сэмом Мендесом), «Весёлые бедняки», «Детский час», «Всё хорошо, что хорошо кончается», «Укрощение строптивой» и другие.

## Личная жизнь
В 1995 году Уотсон вышла замуж за актёра Джека Уотерса, с которым играла в Королевском Шекспировском театре. Осенью 2005 года у них родилась дочь Джульет, а в 2008 году сын Дилан.

## Фильмография
| Год  |    | Русское название                    | Оригинальное название                | Роль                   |
| ---- | -- | ----------------------------------- | ------------------------------------ | ---------------------- |
| 1994 | тф | Сон в летний день                   | A Summer Day's Dream                 | Розали                 |
| 1996 | ф  | Рассекая волны                      | Breaking the Waves                   | Бесс МакНилл           |
| 1997 | тф | Мельница на Флоссе                  | The Mill on the Floss                | Мэгги Тулливер         |
| 1997 | ф  | Метролэнд                           | Metroland                            | Мэрион                 |
| 1997 | ф  | Боксёр                              | The Boxer                            | Мэгги                  |
| 1998 | ф  | Хилари и Джеки                      | Hilary and Jackie                    | Джеки                  |
| 1999 | ф  | Колыбель будет качаться             | Cradle Will Rock                     | Олив Стэнтон           |
| 1999 | ф  | Прах Анджелы                        | Angela’s Ashes                       | Анджела Маккурт        |
| 2000 | ф  | Трикси                              | Trixie                               | Трикси Зарбо           |
| 2000 | ф  | Защита Лужина                       | The Luzhin Defence                   | Наталья Каткова        |
| 2001 | ф  | Госфорд-парк                        | Gosford Park                         | Элси                   |
| 2002 | ф  | Любовь, сбивающая с ног             | Punch-Drunk Love                     | Лена Леонард           |
| 2002 | ф  | Красный дракон                      | Red Dragon                           | Риба МакКлейн          |
| 2002 | ф  | Эквилибриум                         | Equilibrium                          | Мэри О’Брайен          |
| 2003 | в  | Цветы и кровь                       | Blossoms & Blood                     | Лена Леонард           |
| 2004 | мф | Возвращение в Гайю                  | Back to Gaya                         | Аланта                 |
| 2004 | тф | Жизнь и смерть Питера Селлерса      | The Life and Death of Peter Sellers  | Энни Селлерс           |
| 2005 | ф  | Предложение                         | The Proposition                      | Марта Стэнли           |
| 2005 | ф  | Вау-вау                             | Wah-Wah                              | Руби Комптон           |
| 2005 | мф | Труп невесты                        | Corpse Bride                         | Виктория Эверглот      |
| 2005 | ф  | Телохранитель по найму              | Separate Lies                        | Энн Мэннинг            |
| 2006 | ф  | Крестоносец в джинсах               | Crusade in Jeans                     | Мери Вега              |
| 2006 | ф  | Мисс Поттер                         | Miss Potter                          | Милли Уорн             |
| 2007 | ф  | Мой домашний динозавр               | The Water Horse: Legend of the Deep  | Энн МакМорроу          |
| 2008 | ф  | Светлячки в саду                    | Fireflies in the Garden              | Джейн Лоуренс          |
| 2008 | тф | Дочь хранителя тайны                | The Memory Keeper’s Daughter         | Кэролайн Джил          |
| 2008 | ф  | Нью-Йорк, Нью-Йорк                  | Synecdoche, New York                 | Тэмми                  |
| 2009 | ф  | Холодные души                       | Cold Souls                           | Клэр                   |
| 2009 | ф  | Внутри вихря (Крутой маршрут)       | Within the Whirlwind                 | Евгения Гинзбург       |
| 2010 | ф  | Городок Семетри                     | Cemetery Junction                    | Миссис Кендрик         |
| 2010 | ф  | Солнце и апельсины                  | Oranges and Sunshine                 | Маргарет Хамфриз       |
| 2011 | ф  | Боевой конь                         | War Horse                            | мать Альберта          |
| 2012 | ф  | Анна Каренина                       | Anna Karenina                        | графиня Лидия Ивановна |
| 2013 | ф  | Некоторые девушки                   | Some Girl(s)                         | Линдсей                |
| 2013 | ф  | Муж женщины-политика                | The Politician's Husband             | Фрейя Хойнс            |
| 2013 | ф  | Белль                               | Belle                                | леди Мэнсфилд          |
| 2013 | ф  | Воровка книг                        | The Book Thief                       | Роза                   |
| 2013 | ф  | Малыш                               | Little Boy                           | Эмма Бёсби             |
| 2013 | ф  |                                     | 33 Liberty Lane                      | Бренда                 |
| 2014 | ф  | Вселенная Стивена Хокинга           | The Theory of Everything             | Берил Уайлд            |
| 2014 | ф  | Воспоминания о будущем              | Testament of Youth                   | миссис Бриттен         |
| 2015 | ф  | Молли Мун и волшебная книга гипноза | Molly Moon: The Incredible Hypnotist | мисс Тринклбери        |
| 2015 | тф | Песня для Дженни                    | A Song for Jenny                     | Джули Николсон         |
| 2015 | ф  | Эверест                             | Everest                              | Хелен Уилтон           |
| 2015 | ф  | Лондонские каникулы                 | A Royal Night Out                    | королева Елизавета     |
| 2017 | с  | Гений                               | Genius                               | Эльза Эйнштейн         |
| 2017 | ф  | Kingsman: Золотое кольцо            | Kingsman: The Golden Circle          | начальник штаба Фокс   |
| 2017 | с  | Маленькие женщины                   | Little Women                         | Марми Марч             |
| 2017 | с  | Яблочный двор                       | Apple Tree Yard                      | Yvonne Carmichael      |
| 2018 | ф  | На берегу                           | On Chesil Beach                      | Вайолетт Понтинг       |
| 2018 | тф | Король Лир                          | King Lear                            | Регана                 |
| 2018 | ф  | Счастливый принц                    | The Happy Prince                     | Констанс Ллойд         |
| 2019 | с  | Чернобыль                           | Chernobyl                            | Ульяна Хомюк           |
| 2020 | с  | Третий день                         | Third Day                            | миссис Мартин          |
| 2021 | с  | Слишком близко                      | Too Close                            | Эмма Робертсон         |
| 2021 | мф | Мы — монстры 2                      | Monster Family 2                     | Эмма Уишбоун           |
| 2022 | ф  | Твари божьи                         | God's Creatures                      | Эйлин О’Хара           |
| 2024 | ф  | Мелочи жизни                        | Small Things Like These              | сестра Мэри            |
| 2024 | ф  | Пятый битл                          | Midas Man                            | Малка Эпстайн          |
| 2024 | с  | Дюна: Пророчество                   | Dune: Prophecy                       | Валя Харконнен         |
| 2025 | ф  | Очи                                 | The Legend Of Ochi                   | Даша                   |
| 2025 | ф  | Хамнет                              | Hamnet                               | Мэри                   |

## Награды и номинации

### Награды
- 2012 — премия BAFTA TV — лучшая женская роль, за мини-сериал «Попечитель»
- 2015 — почётная награда «Доностия»[англ.] за вклад в кинематограф на кинофестивале в Сан-Себастьяне[6].

### Номинации
- 1997 — Премия «Оскар» — лучшая женская роль, за фильм «Рассекая волны»
- 1997 — Премия «Золотой глобус» — лучшая женская роль в драме, за фильм «Рассекая волны»
- 1997 — Премия BAFTA — лучшая женская роль, за фильм «Рассекая волны»
- 1999 — Премия «Оскар» — лучшая женская роль, за фильм «Хилари и Джеки»
- 1999 — Премия «Золотой глобус» — лучшая женская роль в драме, за фильм «Хилари и Джеки»
- 1999 — Премия BAFTA — лучшая женская роль, за фильм «Хилари и Джеки»
- 1999 — Премия Гильдии киноактёров США — лучшая женская роль, за фильм «Хилари и Джеки»
- 2000 — Премия BAFTA — лучшая женская роль, за фильм «Прах Анджелы»
- 2005 — Премия «Золотой глобус» — лучшая женская роль второго плана в мини-сериале или телефильме, за телефильм «Жизнь и смерть Питера Селлерса»
- 2012 — Премия «Золотой глобус» — лучшая женская роль в мини-сериале или телефильме, за мини-сериал «Попечитель»
- 2012 — Премия Гильдии киноактёров США — лучшая женская роль в телефильме или мини-сериале, за мини-сериал «Попечитель»